# Шинман, Иоганн Христиан
Иоганн Йохим Христиан Шинман (1 июня 1780, Любек — 17 апреля 1840, Дерпт, Лифляндская губерния) — российский издатель немецкого происхождения; владелец нескольких типографий.

## Биография
Родился 1 июня 1780 года в городе Любеке. Изучив типографское дело в родном городе он, в 1802 году переселился в Ригу, где почти год (1805) работал фактором (заведующим наборным или печатным отделением) в типографии Штеффенхагена.
В 1806 году Шинман стал комиссионером Стефенгагенской типографии в Митаве под патронажем коронного книгопечатника Юлиуса Конрада Даниэля Мюллера. В 1810 году при его участии вышел объемный путеводитель «Rigasches Adreβ-Buch» (Рижская адресная книга), хорошо структурированный по названиям и улицам.
В 1814 году, при поддержке Лифляндского общеполезного и экономического общества, основал в Дерпте новую типографию. Спустя пять лет приобрел также и типографию Императорского Дерптского университета.
Его типографии в основном печатали университетские, литературно-культурные издания, детскую литературу и календари; значительная часть была на немецком языке, но много книг вышло и на эстонском (примерно каждая пятая книга изданная в тот период на эстонском языке увидела свет в типографиях Шинмана).
Иоганн Йохим Христиан Шинман умер в Дерпте 17 апреля 1840 года.